# Валандовска афера
Валандовската афера от декември 1899 до 20 април 1900 година е един от големите провали в дейността на Вътрешната македоно-одринска революционна организация, който разстройва организационната мрежа в Гевгелийско, Дойранско, Тиквеш и Ениджевардарско. В аферата са изтезавани 150 и арестувани 100 души.

## Причини
На 7 декември 1899 година четата на Иванчо Карасулията влиза в град Валандово с цел да отвлече богат гъркоманин, собственик на мина. Нападат жилището му, но не успяват да влязат в него и след няколко часова престрелка с жандармерията, в която загиват две заптиета, четата се изтегля без загуби.

## Разследване
Разследването е поето от Мехмед паша от Тетово. Валандово е блокиран от войска и след мъчения дейците на ВМОРО Васил Тайтайкин и Гирджиков признават, че четата се крие у Иван и Пено Гегови от село Балинци. Гегови не признават нищо, но властите разбират, че в района има създадена революционна организация. В селата в района започват масови арести и изтезания. В Балинци са бити 5 души, в Гявато 12 души, в Гърчище 20 души. В Богданци са измъчвани Гано Пеев, Христо Николов, Караискаак, Ичко Тодоров и други, много са затворените, между които и поп Григор Янев, а от селото бягат Мицо Марков, Дельо Колчов и Гоно Ванчев.
Аферата бързо обхваща почти целия Солунски вилает и се простира и в Тиквеш, където пострадват селата Бегнище и Ресава. В село Пърждево е арестуван след предателство цялото ръководство на револционния комитет: Атанас Кондов, Ристо Масларов, Ефрем Янев и Арсо Самарджиев, които са жестоко измъчвани. Първите трима издържат, но Самарджиев проговоря и така нанася сериозен удар на дейността в Тиквеш.
Заради побоищата и арестите започва серия жалби до чуждите консули в Солун. Под влаяние на дипломатите, турските власти започват постепенно да освобождават задържаните, а от Солун идва специална комисия, която да разследва действията на Мехмед паша, дойранския и гевгелийския каймакамин, които са уволнени.
Аферата се подновява през април 1900 година, когато Кязим ага убива 1 човек в Тумба, 1 в Дъбово и 4 овчари в Боймица, между които и 12-годишно дете. След това в Боймица са арестувани 6 селяни, между които и учителят Филип Георгиев. Жената на Георгиев организира делегация от Боймица до Солун и арестите са прекратени.